# 济水

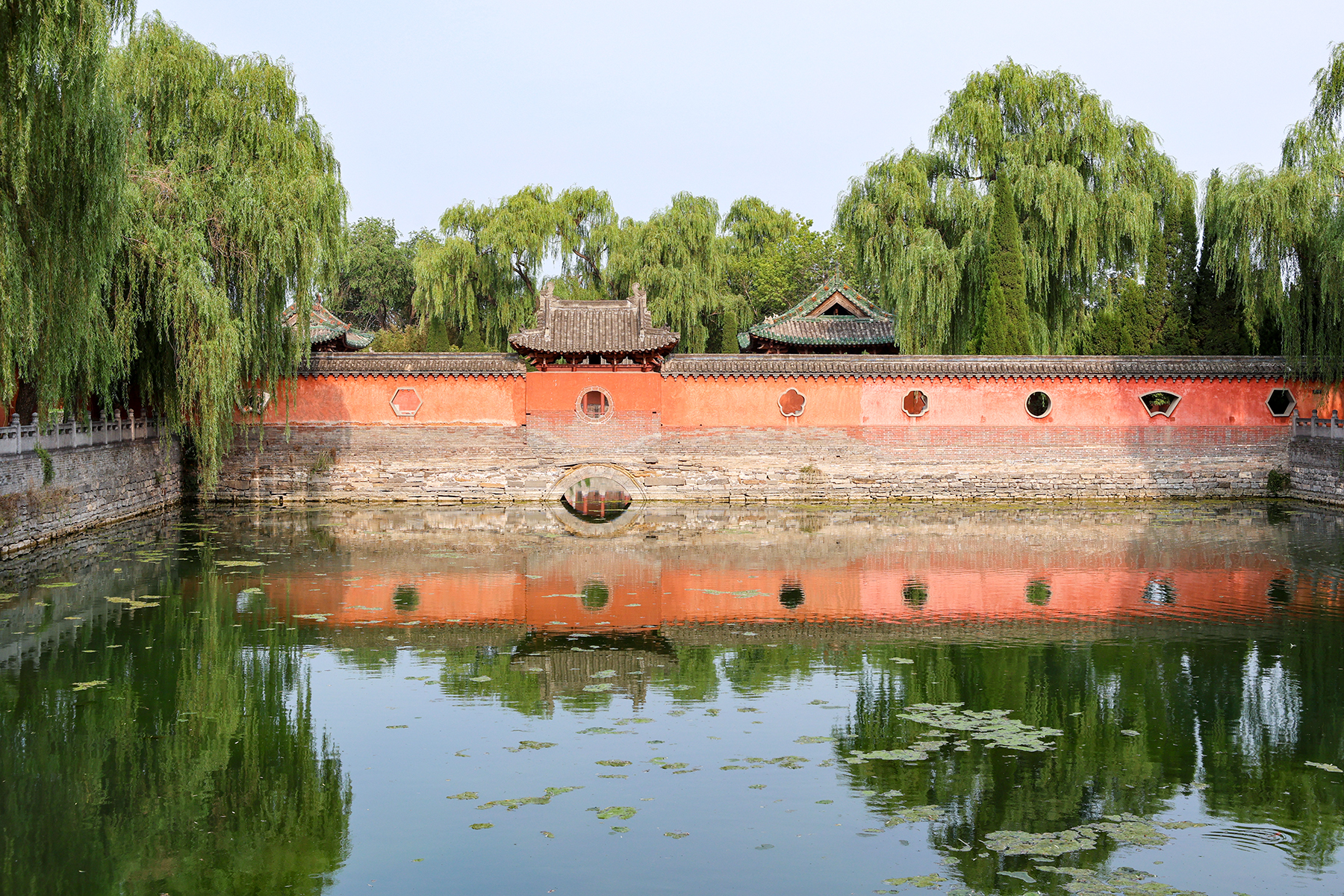
位于济源济渎庙济水东源

濟水，又名兗水，沇水 ，山東境內俗稱大清河以與小清河區別。是黃河歷史上的一條汊流，於河南荥陽與黃河幹流分離，東流至山東濟寧以北入巨野澤，東北於濟南經今黃河河道入海。濟南、濟寧等地以此得名。濟水曾与江水（长江）、河水（黄河）、淮水（淮河）并称“四渎”。魏晉時期一度乾涸，1855年後由於黃河改道而淤塞消失。

## 水文
據學者推測，在第四紀到來的時候，古華北巨湖消亡，但在坳陷區依然有若干的古湖。這些古湖在構造運動的影響之下，形成了早期的濟水。在全新世時期之初，當時華北平原應該只有北部的濟水水系以及是南部的黃-淮水系。據推測，當時的濟水可能大致分為兩條支津，北支源於今天的濟源，下有沁水的注入，流經沁陽古湖後，然後有淇水、清水注入，再下有羑水、蕩水注入，接着注入了大陸澤和寧晉泊湖淀群系，接納了近20條河流，再流經數個湖淀群後，在天津附近流入渤海。南支即傳統的濟水水道，從沁陽古湖流出之後，向東南方向流經今鄭州市以北的武、敖、古滎。途中有礫石溪水、索水等注入，並在今原陽縣以南，向東北方向流經今封丘縣北，濟陽縣北，在冤句和定陶附近進入古菏澤，而後在乘氏（今巨野西南）向東北注入巨野澤。然後在巨野澤流出，向東北方向，過須昌、谷城、臨邑，在濟南市北流過後，向東經過營縣、臨濟，然後在利縣（今山東博興）入海:154-159。而當時黃河可能隨着淮河南下入海，甚至可能和長江共用一個出海口:154。 
在距現今約五千年前的大禹時期，黃河從南下入海改為由在北方入海，黃淮兩者互相獨立出來。最初，黃河選擇的是南支濟水，從開封東南，由雎縣向東，或者由扶溝東下鹿邑，進入周口拗陷並東流入海:162-164 但在後期，因為從晚更新初期的淤積之下，加上黃河本身的泥沙量，於南支並沒有辦法順暢下瀉，並改走北支。南支作為傳統意義上的濟水，學者認為在大禹治水之，濟水實際已經成為了黃河的一條支津。史念海認為，當時黃河有數條支津，而濟水則是其中之一。岑仲勉認為，在東周時期，濟水可能是黃河的正流。 :164-168
在漢魏時期，據《水經注》卷七、卷八中記載，濟水分為兩支，第一支為南濟：在濟源出，東南進入溫縣，東南流經過隤城以西，之後南出於鞏縣以此，南入於黃河。之後經過辠縣北，向東流依次經過膋陽縣以北，礫溪以南，滎澤以北，陽武縣南，濟陽故城以南，冤胊縣以南，定陶縣以南，陶丘以北，濟陽郡以南。接着改為東南流乘氏縣以南，又繼續東流昌邑縣以北、金乡县以南、东缗县以北、方与县以北，湖陆县以南，沛县东北。接着东南流經过畄县北，又東經彭城县北，又东南过徐县北，又东至邳睢陵县，流入淮水。:86-87 第二支為北济：由温县东北流出，過过阳武县故城以北後，依次經過酸枣县东南，封丘县以北，平丘县以南，济阳县以北。其一條從濟陽縣東北流入巨野泽，由东北过寿张县西界後，向北过须昌县以西，谷城县西，临沂县东。改為向東北流，過过营县以南，东过梁邹县北，又改為東北流向，依次經過临济县以南，利县以西，甲下邑以南。最後向東流經琅槐县故城北，在乐安郡博昌縣入海。:86-87水量方面，在漢魏時期，在洪水季節的時候，有多次和黃河共同泛濫的記錄，顯示當時的水量依然充足。但據《後漢書·郡國志》，在王莽時期也有因為大旱而枯絕的記錄。:176-177
至唐宋時期，已較為少見河、濟共同泛濫的文獻，顯示濟水作為黃河的支津，已經開始枯竭。這主要因為濟水作為黃河的支津承受了大量的泥沙，但是沒有得到有效的清理。即使有所清理，也是較為局部或者是臨時，因此開始堵塞。此外，當時為了漕運在濟水的入河口修建了汴水，因此也可能影響了濟水的水量。:184-185 在咸豐五年（1855年），黃河在蘭陽（今河南蘭考）銅瓦廂決口，以濟水河道進入渤海，濟水正式消失。:188-189

## 古代爭論
在古代對於及水源頭較為流行的說法是指济水源自济源王屋山，晋代郭璞《水经》指：“水出王屋山为沇水，东至温县西北为济水”，北魏郦道元《水经注·济水》指“济水出河东垣县东王屋山，为沇水”。唐初李泰《括地志辑校》將源頭明確指明为“王屋山顶崖下石泉”。晚唐著道士杜光庭撰写的《天坛王屋山圣迹记》认定为王屋山主峰天坛山顶西崖下的“太一泉」。至明代，李濂《游王屋山记》認為王屋山黑龙洞太乙池是濟水的發源處，至清代胡渭在《禹贡锥指》也認可出自於王屋山太乙池的說法。:27此外，也有發源於濟源城區西北東、西二源的說法。《水经注》認為濟水出自於濟城城區西北的兩個泉水。唐代李吉甫编撰的《元和郡县图志》记载了济水兩個源頭，指雖然有王屋山的源頭，但是也指明有東源。宋代《太平寰宇記》、清代蔣作錦《東源考古錄》也使用了這個說法。:28
古代人們認為濟水發源於王屋山後潛流於地下，再流向今溫縣西南，然後再潛流於地下，越過黃河之後，再滎陽以北溢出，形成滎澤。然後在滎澤以東，濟水再次伏流，然後在陶岳（今山東省定陶西）北溢出。過程中三次潛流，又三次伏出，即是「三伏三見」。:53宋代的鄭樵、沈括，明代的胡纘宗等都認同這個說法。鄭樵在《通志》中認為伏流的現象非常常見，濟源、滎水、以及山東各泉水和大小清河都是濟水。沈括在《梦溪笔谈》中记载：“济水自王屋山东流，有时隐伏地下，至济南冒出地面而成诸泉。」:54也有部份古代學者認為「伏見」的現象並不可信，程大昌在《禹贡山川地理图》中指假如伏流說成立的話，在漢高宗的時候黃河不入滎口，也應該有濟水的水源補充滎澤，不至缺水，因此不認同「伏見」的說法。胡渭引用了王纲振說法，認為假如濟水流入黃河可以算是伏見的話，這樣渭水、洛水流入黃河也可以算是伏見的一種，認為「三伏三見」說沒有依據。:54

## 現代研究
現代學者一般都不認同古代的「三伏三見」說。1957年，岑仲勉在《黃河變遷史》中否定了「截黃而南」的觀點，認為濟水是濟河源頭到入於黃河的一段。何幼琦則認為濟水上游並非黃河的支流，而中下游也不是黃河的支渠。史念海認為，濟水並不是獨立的一條河流，而是黃河分流出來的支津。譚其驤在《中國歷史地圖集》中將濟水標为和黃河平行的獨立河流，認為它發源於河南，流經山東，然後流入渤海。

## 連結
[在维基数据编辑]
 《欽定古今圖書集成·方輿彙編·山川典·濟水部》，出自陈梦雷《古今圖書集成》